# Sing the Sorrow
Sing the Sorrow es el sexto álbum de estudio de AFI y el primero lanzado a través de una compañía discográfica multinacional, DreamWorks Records. Salió a la venta el 11 de marzo de 2003, fue producido por Butch Vig (Nirvana, Smashing Pumpkins) y mezclado por Jerry Finn (Green Day, Rancid, blink-182), como principales novedades. El álbum alcanzó el número 5 del Billboard 200 estadounidense, se convirtió en disco de oro el 30 de abril de 2003 y de platino en diciembre de 2004.
Fueron extraídos tres singles: "Girl's Not Grey", "Silver and Cold" y "The Leaving Song, Pt. II". Los dos primeros alcanzaron sendos séptimos puestos en las listas estadounidenses de Modern Rock Tracks, mientras que el último el puesto número dieciséis en dicha lista.
El álbum continuó la línea que la banda ya había adoptado en 1999 con la llegada de Jade Puget en Black Sails in the Sunset, mezclando el hardcore punk de sus comienzos con tendencias góticas cada vez más habituales. Sing the Sorrow fue nominada a los premios Grammy de 2004 a la Mejor Caja o Edición Limitada. La revista Q, por su parte, incluyó a Sing the Sorrow entre los "Mejores 50 Álbumes de 2003".

## Antecedentes
En el año 1999 AFI publicó su cuarto álbum de estudio, Black Sails In the Sunset. El disco contó por primera vez con el guitarrista Jade Puget y también representó un cambio musical, mezclando el hardcore punk con un estilo melancólico y gótico. El grupo vio su popularidad en aumento y pronto se la consideró una de las bandas más interesantes y únicas de la escena punk underground. Al año siguiente lanzaron The Art of Drowning, que se posó en las cualidades de Black Sails in the Sunset y en donde la banda produjo con canciones «más grandes y pegadizas», una producción más robusta y donde se pronunció aun más la estética gótica. The Art of Drowning fue el primer álbum de AFI en ingresar a la lista de álbumes más vendidos de los Estados Unidos, en el puesto 174. Además, aún estando en una discográfica independiente, la estación de música alternativa más importante de California, KROQ, tuvo en rotación el sencillo «The Days of the Phoenix». Ante la creciente popularidad en la banda, Dexter Holland, presidente de Nitro Records, se reunió con el grupo cerca del fin de la gira The Art of Drowning para comunicarles que estaban sobrepasando los recursos que la compañía les podía ofrecer. Aunque todavía les quedaba un álbum por contrato y ellos estaban a gusto con el sello, Holland les sugirió que consideraran la posibilidad de firmar con una discográfica más grande, para así contar con mayor presupuesto y distribución a nivel global.

## Recepción
Sing the Sorrow fue recibido con aclamación crítica en su lanzamiento. El agregador de reseñas Metacritic calificó el álbum con 81 de 100, basado en 11 reseñas. E! Online lo describió como una "mezcla bien elaborada de bravuconería hardcore, melodía y grandeza hímnica que presume de profundidad y textura raramente escuchadas entre los del Warped Tour." Alternative Press otorgó al álbum una puntuación perfecta, diciendo que "Sing the Sorrow se eleva con el tipo de melodías de las que están hechos los éxitos, y aún así, persiste con la oscuridad esotérica de AFI". Allmusic le dio al álbum 4 de 5 estrellas y escribió: "Emergiendo a principios de 2003 con Sing the Sorrow, está claro que el proceso de muda que AFI comenzó con Black Sails In the Sunset está completo", y concluyó que, "Sin importar lo que piensen las facciones de los fans de largo plazo de la banda sobre su afiliación con una gran discográfica, Sing the Sorrow representa una coalescencia del sonido de la banda." 
Rolling Stone otorgó al álbum 4 de 5 estrellas, afirmando que "Sing the Sorrow no es exactamente un álbum conceptual, pero tiene una singularidad de propósito oscuro que se construye en momentum a medida que avanza el disco." The New York Times calificó a Sing the Sorrow como el décimo mejor álbum de 2003. Por el contrario, Entertainment Weekly le dio al álbum una 'D', comentando que "Las canciones combinan los elementos más pretenciosos y sobrecargados de sus influencias." El álbum se clasificó en el número 77 en la edición de octubre de 2006 de la revista Guitar World en la lista de los "100 Mejores Álbumes de Guitarra de Todos los Tiempos". El sencillo principal del álbum, "Girl's Not Grey", recibió un VMA en 2003 en la categoría de 'Mejor Video Musical MTV2'. Por su parte, Alternative Press clasificó "Girl's Not Grey" en el número 63 en su lista de los mejores 100 sencillos de los años 2000.

## Ediciones
El álbum fue lanzado con tres carátulas o portadas distintas, con diferentes colores para el logo y el texto: rojo, gris y negro. La portada "normal" combinaba el fondo negro con el texto en rojo. La mitad de las ediciones estadounidenses y británicas incluían la carátula gris, que está actualmente fuera del mercado. En iTunes, sin embargo, sí suele utilizarse. La portada totalmente negra con las letras difuminadas sólo estuvo disponible durante los conciertos de la banda en Estados Unidos tras el lanzamiento de Sing the Sorrow, así como en la tienda en línea Despair Faction, pero está, también, ya descatalogada. Existieron 2500 copias de este tipo.
En el resto de versiones, la carátula negra incluía un pequeño dibujo en un círculo. En la parte posterior del folleto del CD hay un dibujo de una ardilla sentada en un árbol. Esto puede ser una referencia a la canción "Death of Seasons", ya que el árbol parece no estar asociado a ninguna estación en concreto. Curiosamente, y pese a que el álbum fue lanzado mediante DreamWorks Records, la dirección artística del álbum incluyó el logotipo de Nitro Records, el sello discográfico anterior de AFI. En la penúltima página del folleto hay un pequeño dibujo de un conejo con la frase: "Rabbits Are Roadkill" escrito junto a él. Esto puede ser una referencia a la canción "Rabbits Are Roadkill on Route 37".

## Lista de canciones
| Versión estándar |                                     |          |  |
| N.º              | Título                              | Duración |  |
| 1.               | «Miseria Cantare (The Beginning)»   | 2:57     |  |
| 2.               | «The Leaving Song Pt. 2»            | 3:31     |  |
| 3.               | «Bleed Black»                       | 4:15     |  |
| 4.               | «Silver and Cold»                   | 4:11     |  |
| 5.               | «Dancing Through Sunday»            | 2:26     |  |
| 6.               | «Girl's Not Grey»                   | 3:10     |  |
| 7.               | «Death of Seasons»                  | 3:59     |  |
| 8.               | «The Great Disappointment»          | 5:27     |  |
| 9.               | «Paper Airplanes (Makeshift Wings)» | 3:58     |  |
| 10.              | «This Celluloid Dream»              | 4:11     |  |
| 11.              | «The Leaving Song»                  | 2:44     |  |
| 12.              | «...but home is nowhere»            | 15:07    |  |
| 55:54            |                                     |          |  |

DVD
1. "Clandestine (Short Film)" - 8:06
2. "Death Of Seasons (Mixed in 5.1 Surround)"
3. "Silver & Cold (Mixed in 5.1 Surround)"
4. "...But Home Is Nowhere (Mixed in 5.1 Surround)"
5. "The Great Disappointment (Mixed in 5.1 Surround)"
6. "Reiver's Music (Mixed in 5.1 Surround)"

## Posicionamiento en listas

### Semanales
| País (Lista 2003)                   | Mejor posición |
| ----------------------------------- | -------------- |
| Australia (ARIA)                    | 65             |
| Canadá (Canadian Albums Chart)      | 10             |
| Estados Unidos (Billboard 200)      | 5              |
| Reino Unido (Official Albums Chart) | 52             |

### Certificaciones
| País           | Organismo certificador | Certificación | Ventas certificadas | Ref. |
| -------------- | ---------------------- | ------------- | ------------------- | ---- |
| Australia      | ARIA                   | Oro           | 35 000              |      |
| Canadá         | Music Canada           | Platino       | 100 000             |      |
| Estados Unidos | RIAA                   | Platino       | 1 000 000           |      |
| Reino Unido    | BPI                    | Plata         | 60 000              |      |

## Créditos
- Luke Wood: A&R y coros
- Doug Cunningham: dirección artística y diseño
- Jason Noto: dirección artística y diseño
- Morning Breath Inc.: dirección artística y diseño